# Рок звезда
„Рок звезда“ (на английски: Rock Star) е американски мюзикъл от 2001 г. на режисьора Стивън Херек, по сценарий на Джон Стокуел. Във филма участват Марк Уолбърг, Дженифър Анистън, Джейсън Флеминг, Тимъти Олифант, Тимъти Спол и Доминик Уест.